# Géfyra (ort i Grekland, Mellersta Makedonien)
Géfyra är en ort i Grekland.   Den ligger i prefekturen Nomós Thessaloníkis och regionen Mellersta Makedonien, i den norra delen av landet, 300 km norr om huvudstaden Aten. Géfyra ligger 32 meter över havet och antalet invånare är 3 451.
Terrängen runt Géfyra är huvudsakligen platt, men åt nordost är den kuperad. Runt Géfyra är det ganska tätbefolkat, med 192 invånare per kvadratkilometer. Närmaste större samhälle är Oraiókastro, 18,8 km öster om Géfyra. Trakten runt Géfyra består till största delen av jordbruksmark.